# Броненосцы типа «Формидебл»
Броненосцы типа «Формидебл» (англ. Formidable class battleships) — серия британских эскадренных броненосцев 1900-х годов.
Одни из наиболее мощных броненосцев своего времени, развитие броненосца «Сикисима» с крупповской бронёй вместо гарвеевской.

## История создания
Первое обсуждение броненосцев программы 1897 года имело место на заседании Бюро кораблестроения 3 мая 1897 года. На нём решили, что при постройке следующих кораблей нежелательно повторять тип «Канопус», принимая при этом во внимание следующие:
1. Скорое появление в японском флоте эскадренных броненосцев «Сикисима» и «Хатсусе», водоизмещением 15 000 тонн, которые уже строились на британских верфях.
2. Водоизмещение «Канопуса» было недостаточно для того, чтобы корабль вооружить новыми 12-дюймовыми орудиями с длиной ствола 40 калибров.
Уайт разработал проект улучшенной «Сикисимы», который и стал известен как «Формидэбл».
У. Уайт разработал 2 варианта. По каждому из них новый броненосец имел на вооружении 4 12-дм орудия, толщину броневого пояса 8 дм (203 мм) и проектную скорость хода 18 узлов. В первом варианте броненосец должен иметь вспомогательный калибр из 12 152 мм орудий, а водоизмещение около 14 700 тонн, на 200 тонн меньше, чем у «маджестиков». По второму варианту число 152 мм орудий 14, как на японских броненосцах, а водоизмещение составляло 14 900 тонн, на 100 тонн меньше, чем у «Сикисимы».
Большинство членов Бюро кораблестроения не считало дополнительные орудия необходимыми. В их глазах более предпочтительным выглядел вариант с двенадцатью шестидюймовками, и толщиной бронирования увеличенной на один дюйм, хотя при этом стоимость корабля увеличивалась бы на 17 000 фунтов стерлингов, а водоизмещение до 15 000 тонн. В результате чертежи «Формидебла» разрабатывались на основе проекта «Сикисимы».
По сравнению с «маджестиками», новые корабли имели водоизмещение на 100 тонн больше, были вооружены более мощными 12-дм орудиями, была увеличена максимальная проектная скорость, а также на 2 узла выросла скорость, которую корабль мог развивать на переходе длительное время. У них было такое же водоизмещение, как у японского «Хатцусе», аналогичный главный калибр, но на два 6-дм орудия меньше. Бронирование английских броненосцев оказалось лучшим, что было вызвано установкой крупповской цементированной, а не гарвеевской брони. Скорости английского и японского броненосцев оказались равными, запас угля на британском броненосце был на 18 % больше.

## Конструктивные отличия
От своих предшественников броненосцы этого типа отличались более совершенной артиллерией главного и среднего калибра и усиленной противоминной артиллерией, а также усиленной бронезащитой.
Р. Фруд в Хасларе изменил форму корпуса, закруглив линии в оконечностях у дейдвудов, что улучшило управляемость.
Подача зарядов была 2-ступенчатой, с промежуточным разрывом, для предотвращения пожаров.
Новые 305-мм и 152-мм орудия обладали большей скорострельностью и начальной скоростью снаряда.
Орудия могли заряжаться при любом угле возвышения и при любом положении по горизонту.

### Вооружение
Основу вооружения «Формидейблов» составили новые 305-миллиметровые 40-калиберные орудия Mark IX. Эти огромные 50-тонные пушки наконец-то сравнялись по мощности и скорострельности с современными им французскими, выведя Великобританию в лидеры развития тяжёлой морской артиллерии. Орудия стреляли 386-килограммовым бронебойным с начальной скоростью до 758 м/с на расстояние до 14 260 метров: впрочем, существующие на 1901-й год системы управления огнём все равно не могли обеспечить эффективную стрельбу на дальность более 10 000 метров.
Средний калибр составляли новые 152-миллиметровые 45-калиберные скорострельные орудия, расположенные в казематах. Четыре орудия с каждого борта стояли на главной палубе, и ещё три — в надстройке.
Противоминное вооружение состояло из шестнадцати скорострельных 12-фунтовых орудий и трёх лёгких 3-фунтовых установок. Орудия располагались на крыше надстройки и марсах боевых мачт и предназначались для защиты от миноносцев и начавших появляться в 1890-х крупных эсминцев. Подводное вооружение состояло из тарана, и четырёх 450-миллиметровых подводных торпедных аппаратов. В соответствии с представлениями того времени, броненосцы также несли по два паровых катера, которые могли быть при необходимости оборудованы торпедными аппаратами и использованы как миноноски.

### Бронирование
На «Формидейблах», толщина поясной брони составляла 229 мм. Но в отличие от «Сикисим», на новых броненосцах использовалась крупповская цементированная броня, обладавшая при равной толщине большей прочностью. Схема бронирования повторяла применённую на «Сикисимах»: броневой пояс тянулся вдоль всей ватерлинии, достигая максимальной толщины — 229 мм — в цитадели между башнями главного калибра. В оконечностях толщина пояса уменьшалась: нос был защищён 76-миллиметровыми, а корма — всего 38-миллиметровыми плитами. Высота пояса варьировала от 3,7-4,6 метров в носовой части и центре корпуса, и до 2,4 метров — в кормовой. Тонкая броня в оконечностях хотя не могла защитить от бронебойных снарядов, но была достаточной защитой от фугасных.
Броневые башни, имеющие восьмигранную форму, защищались 254-мм бронёй спереди и по бокам и 203-мм бронёй с тыльной стороны. Казематы артиллерии вспомогательного калибра имели толщину брони 152 мм.

## Постройка серии
Всего в 1898 — 1904 годах было построено восемь кораблей этого типа: три броненосца первой группы были заказаны в рамках бюджета на 1897/1898 годы, ещё три и два — соответственно, 1898/1899 и 1900/1901 годов.
Последние пять кораблей серии отличались несколько изменённой бронезащитой и рядом источников выделяются в отдельный тип «Лондон», из которого в подтип «Куин» порой дополнительно выделяются последние два броненосца, отличавшиеся открытой установкой противоминной артиллерии на верхней палубе.

## История серии
Первые годы своей службы броненосцы типа «Формидебл» провели в Средиземноморском флоте, а в 1908 — 1909 годах были возвращены в Великобританию и входили в состав Флота метрополии, Флота Канала и Атлантического флота.
В начальный период Первой мировой войны все восемь кораблей серии входили в состав 5-й эскадры линейных кораблей Флота Канала, при этом один из кораблей погиб в порту в результате взрыва боезапаса, а ещё один был потоплен германской подлодкой.
Оставшиеся броненосцы были в 1915 году вновь переведены на Средиземное море и принимали участие в Дарданелльской операции, в которой ещё один корабль был потерян от подрыва на мине.
В 1917 — 1918 годах оставшиеся броненосцы типа «Формидебл» были возвращены в Великобританию и использовались на вспомогательных ролях, причём «Лондон» был переоборудован в минный заградитель.
С окончанием войны все корабли этого типа, как и другие устаревшие броненосцы, были сняты с вооружения и проданы на слом в 1920 — 1921 годах.

## Представители
| Название                        | Верфь               | Закладка            | Спуск на воду         | Вступление в строй | Судьба                                                   |
| ------------------------------- | ------------------- | ------------------- | --------------------- | ------------------ | -------------------------------------------------------- |
| Подтип «Формидебл»              |                     |                     |                       |                    |                                                          |
| «Формидебл» Formidable          | Portsmouth Dockyard | 21 марта 1898 года  | 17 ноября 1898 года   | Сентябрь 1901 года | потоплен подлодкой U-24 1 января 1915 года               |
| «Иррезистебл» Irresistible      | Chatham Dockyard    | 11 апреля 1898 года | 15 декабря 1898 года  | Февраль 1902 года  | подорвался на мине у Дарданелл 18 марта 1915 года        |
| «Имплакэбл» Implacable          | Devonport Dockyard  | 13 июля 1898 года   | 11 марта 1899 года    | Сентябрь 1901 года | продан на слом в 1921 году                               |
| Подтип «Лондон»                 |                     |                     |                       |                    |                                                          |
| «Лондон» London                 | Portsmouth Dockyard | 8 декабря 1898 года | 21 сентября 1899 года | Июнь 1902 года     | продан на слом в 1920 году                               |
| «Булварк» Bulwark               | Devonport Dockyard  | 20 марта 1899 года  | 18 октября 1899 года  | Март 1902 года     | погиб в Ширнессе от взрыва боезапаса 26 ноября 1914 года |
| «Венерэбл» Venerable            | Chatham Dockyard    | 2 января 1899 года  | 2 ноября 1899 года    | Ноябрь 1902 года   | продан на слом в 1920 году                               |
| Подтип «Куин»                   |                     |                     |                       |                    |                                                          |
| «Куин» Queen                    | Devonport Dockyard  | 12 марта 1901 года  | 8 марта 1902 года     | Март 1904 года     | продан на слом в 1920 году                               |
| «Принс оф Уэлс» Prince of Wales | Chatham Dockyard    | 30 марта 1901 года  | 25 марта 1902 года    | Март 1904 года     | продан на слом в 1920 года                               |

## Оценка проекта
Броненосцы серии «Формидейбл» являлись прямым продолжением «британского стандарта» — последовательно развивающихся серий близких по компоновке линкоров, строившихся Британской Империей на рубеже XIX—XX столетия. Начавшаяся с «Маджестиков», эта линия последовательно развивалась в каждом последующем типе британских эскадренных броненосцев. Недостатки предыдущих проектов учитывались и исправлялись в последующих, таким образом, формируя последовательно совершенствующуюся линию кораблей.
«Формидейблы» были чрезвычайно удачными кораблями, сильнейшими для своего времени. На них британцы смогли исправить главный недостаток предшествующих проектов — неудовлетворительную артиллерию главного калибра, при этом существенно улучшив защищённость и сохранив на высоком уровне скорость и ходовые качества. По совокупности характеристик, «Формидейблы» были равны, или даже превосходили любой другой современный им броненосец, и, построенные огромной по меркам времени серией — радикально увеличили боевую мощь британского флота.
При сравнении «Формидэбла» и «Хацусе» всегда отмечалась более мощная и лучше расположенная 152 мм батарея последнего, шесть орудий которой было установлено на верхней палубе (одна пушка на верхней палубе стоила двух на средней).
«Формидейблы» оказались мореходными кораблями, но до стандартов «маджестика» они не дотягивали, из-за уменьшенной высоты надводного борта.
|                                      | «Формидебл»                                       | «Мэн»                                         | «Канопус»                                      | «Виттельсбах»                                   | «Микаса»                                          | «Ретвизан»                                      | «Йена»                                         |
| ------------------------------------ | ------------------------------------------------- | --------------------------------------------- | ---------------------------------------------- | ----------------------------------------------- | ------------------------------------------------- | ----------------------------------------------- | ---------------------------------------------- |
| Год закладки                         | 1898                                              | 1899                                          | 1897                                           | 1899                                            | 1898                                              | 1899                                            | 1897                                           |
| Год ввода в строй                    | 1901                                              | 1902                                          | 1899                                           | 1902                                            | 1902                                              | 1902                                            | 1902                                           |
| Водоизмещение нормальное, т          | 14 732                                            | 12 801                                        | 13 360                                         | 11 774                                          | 15 140                                            | 12 900                                          | 11 688                                         |
| Полное, т                            | 16 053                                            | 13 919                                        | 14 529                                         | 12 798                                          | 15 979                                            | 14 100                                          | 12 105                                         |
| Мощность ПМ, л. с.                   | 15 000                                            | 16 000                                        | 13 500                                         | 14 000                                          | 16 000                                            | 16 000                                          | 16 500                                         |
| Максимальная проектная скорость, узл | 18                                                | 18                                            | 18                                             | 18                                              | 18                                                | 18                                              | 18                                             |
| Дальность, миль (на ходу, узл.)      | 8000 (10)                                         | 6560 (10)                                     | 5320 (10)                                      | 5000 (10)                                       | 4600 (10)                                         | 8000 (10)                                       | 7000(10)                                       |
| Бронирование, мм                     |                                                   |                                               |                                                |                                                 |                                                   |                                                 |                                                |
| Тип (кроме палуб)                    | КС                                                | ГС                                            | КС                                             | КС                                              | КС                                                | КС                                              | ГС                                             |
| Пояс                                 | 229                                               | 279                                           | 152                                            | 225                                             | 229                                               | 229                                             | 320                                            |
| Палуба(скосы)                        | 51(76)                                            | 63                                            | 51(51)                                         | 50(75)                                          | 51(76)                                            | 51(64)                                          | 63                                             |
| Башни                                | 254                                               | 305                                           | 203                                            | 250                                             | 254                                               | 229                                             | 304                                            |
| Барбеты                              | 305                                               | 305                                           | 305                                            | 250                                             | 356                                               | 203                                             | -                                              |
| Рубка                                | 356                                               | 254                                           | 305                                            | 250                                             | 356                                               | 254                                             | 298                                            |
| Вооружение                           | 2×2×305-мм/40 12×1×152-мм/45 16×1×76,2-мм/40 4 ТА | 2×2×305/40 16×1×152-мм/50 6×1×76,2-мм/50 2 ТА | 2×2×305/35 12×1×152-мм/40 10×1×76,2-мм/40 4 ТА | 2×2×240-мм/40 18×1×150-мм/40 12×1×88-мм/30 6 ТА | 2×2×305-мм/40 14×1×152-мм/40 20×1×76,2-мм/40 4 ТА | 2×2×305-мм/40 12×1×152-мм/45 20×1×75-мм/50 6 ТА | 2×2×305-мм/40 8×1×164-мм/45 8×1×100-мм/45 4 ТА |

Практически единственным недостатком «Формидейблов» была по-прежнему не вполне удовлетворительная защита оконечностей. Сравнительно тонкий броневой пояс толщиной 50-76 мм предназначался для защиты от фугасных снарядов средних и промежуточных калибров и всех снарядов мелких калибров. От бронебойных снарядов калибра 120—152 мм он защищал только на очень больших дистанциях.
Скосы броневой палубы и подразделение на мелкие отсеки считались достаточными для поддержания плавучести носовой части.
Дальнейшим развитием «Формидейблов» стали броненосцы типа «Дункан» и «Король Эдуард VII».